# Велимченська покровська церква
Покро́вська це́рква — побудована ще в 1661 році. Зберігся документ, в якому мешканці села звертаються до Ратнівського старости Степана Чарнецького з проханням дозволити їм спорудити у Велимчі храм. Староста задовольнив це прохання і в своєму листі від 15 березня 1661 року до Холмського єпископа просив, у свою чергу, дозволу на будівництво, який отримано 29 травня того ж року. Староста для утримання нової церкви записав за нею «на вічні часи» орну землю й сінокіс.
Для будівництва своєї церкви селяни підібрали дуже міцні дерев'яні бруси. Простояла вона 149 років, аж поки не трапилася біда. У 1809 році на Великдень сталася з невідомих причин велика пожежа — храм згорів. Населення у 1810 році побудувало нову церкву. Літопис відзначає, що вона менша від попередньої і споруджена як греко-католицька: без іконостасу і царських воріт. Микола Теодорович підкреслює, що після того, як храм перейшов у православ'я, у ньому був влаштований іконостас і престол. У документах за 1892 рік сказано, що церква має прихожан: 859 чол. і 749 жін. Приписано до церкви 77 десятин землі, утому числі 36 десятин орної і 29 — сінокосу. Уже в 1893 році церкву ремонтували. Її поставлено на кам'яний фундамент.